# Incontro tra Gesù e san Giovanni Battista
L'Incontro tra Gesù e san Giovanni Battista è un dipinto olio su tela (198×148 cm) di Guido Reni databile al 1622 circa e conservato nella Quadreria dei Girolamini a Napoli.

## Storia e descrizione
La tela risale al secondo soggiorno napoletano di Guido Reni, segnalato in città nel 1621. La commessa avvenne da parte di Giovan Domenico Lercaro, facoltoso sarto e commerciante di tessuti pugliese (originario di Monopoli) attivo a Napoli; successivamente la tela fece parte di una donazione di cinquantasette opere (in cui erano presumibilmente altre due del Reni, la Fuga in Egitto e il San Francesco in estasi) che tra il 1622 e il 1623 passarono al complesso religioso.
Il Lercaro era in quegli anni in ottimi rapporti sia con il Reni che con il suo collaboratore Francesco Gessi, entrambi venuti in città per valutare la possibile commessa della decorazione della cappella del Tesoro di san Gennaro, che poi rifiutarono di compiere. In una postilla del testamento si legge che Guido Reni era già stato pagato in anticipo, ad eccezione del trasporto della tela da Bologna a Napoli, per un quadro non ancora consegnato, raffigurante il Battista (verosimilmente proprio l'Incontro del santo con Cristo), mentre del Gessi si attendeva un San Domenico e ancora un altro di cui il sarto non si ricordava il soggetto (le due commesse furono poi rettificate successivamente dai padri oratoriani a vantaggio del San Girolamo e l'angelo che verrà eseguito per la cappella omonima presente nella chiesa). Inoltre nel libro delle entrate e delle uscite della Congregazione del 1628-1633 è registrato l'arrivo da Bologna di un dipinto del Reni, e quindi probabilmente (con dovuta cautela visto che nel complesso religioso sono conservate altre due opere del pittore bolognese) proprio l'Incontro tra Cristo e il Battista, che sarebbe giunto in città già nel 1629.
Per volontà del Lercaro la raccolta di opere donate ai padri oratoriani doveva essere esposta nella sacrestia e nel coro; l'Incontro di Gesù con san Giovanni Battista ebbe il privilegio di essere collocato sulla parete frontale, sopra l'altare maggiore dell'oratorio, utilizzato per devozione privata dei padri filippini, a differenza dell'altra tela del San Francesco in estasi che invece fu collocata su una cappella della navata sinistra della chiesa, utilizzata per devozione popolare.
La tela, sostituita da una replica antica nella collocazione originaria, fu poi spostata in epoca più recente e ricollocata negli ambienti conventuali dov'è stata disposta la Quadreria dei Girolamini. Un disegno preparatorio della sola testa del Battista è invece conservato al castello di Windsor in Inghilterra.